# Artystone minima
Artystone minima är en kräftdjursart som beskrevs av Vernon E. Thatcher och Carvalho 1988. Artystone minima ingår i släktet Artystone och familjen Cymothoidae. Inga underarter finns listade i Catalogue of Life.